# Ернст Мюллер (генерал, 1883)
Ернст Карл Густав Мюллер (нім. Ernst Karl Gustav Müller; 17 серпня 1883, Веттер — 3 грудня 1948, Мюнхен) — німецький офіцер, генерал авіації люфтваффе. Кавалер Німецького хреста в золоті.

## Біографія
17 березня 1905 року вступив в армію і призначений командиром взводу 38-го фузілерного полку. З 1 жовтня 1909 по 30 вересня 1911 року навчався в кадетському корпусі Наумбурга, після чого знову був призначений командиром взводу 38-го фузілерного полку. З 1 листопада 1912 року — інтендант 7-го армійського корпусу. 1 січня 1914 року призначений в 7-й залізничний батальйон.
З 2 серпня 1914 року — командир 17-ї резервної продовольчої колони 7-го армійського корпусу, з 5 листопада 1914 року — роти 7-го залізничного батальйону, з 11 січня 1915 року — роти 56-го резервного піхотного полку, з 11 лютого 1915 року — 14-ї резервної продовольчої колони 7-го армійського корпусу. 10 лютого 1918 року призначений в штаб 318-го ескадрону. З 28 квітня 1918 року — інструктор залізничних курсів для офіцерів-аспірантів у Фельтені. З 18 вересня 1918 року — командир штабу 18-го ескадрону 7-го армійського корпусу.
19 січня 1919 року призначений в 17-й запасний залізничний батальйон, з 24 січня 1919 року — командир 1-го ескадрону батальйону. З 10 квітня 1919 року — командир транспортного парку 7-го армійського корпусу, з 10 травня 1919 року — 1222-ї колони транспортного парку, з 17 липня 1919 року — 27-ї, з 1 жовтня 1919 року — 5-ї допоміжної колони, з 18 жовтня 1920 року — ескадрону 6-го транспортного батальйону, з 1 лютого 1926 року — 2-го медичного батальйону. З 1 січня 1927 року — консультант Управління озброєнь сухопутних військ Імперського військового міністерства. З 1 липня 1934 року — 2-й інспектор спорядження сухопутних військ ІВМ. З 1 жовтня 1934 року — командир транспортної навчальної командир кавалерійського училища Ганновера. 1 жовтня 1936 року переведений в люфтваффе як офіцер служби комплектування і призначений офіцером для особливих доручень Імперського міністерства авіації, залишався ним до 30 вересня 1937 року. Того ж дня відряджений в 2-гу групу авіаційного спорядження. Одночасно з 1 листопада 1936 по 14 лютого 1937 року виконував обов'язки командира авіаційної групи «Ютербог». 20 лютого 1937 року відряджений в штаб 6-ї групи авіаційного постачання, з 16 вересня 1937 року — в авіаційну групу «Ютербог». З 1 жовтня 1937 року — командир авіаційної групи «Ютербог». З 1 серпня 1938 року — квартирмейстер командування 6-ї повітряної області.
З 26 липня 1939 року — командир 6-ї, з 1 квітня 1941 року — 2-ї групи авіаційного постачання, з 1 листопада 1941 року — групи авіаційного постачання «Москва», одночасно з 23 лютого 1943 року — генерал для особливих доручень при командуванні ВПС «Схід». 13 вересня 1943 року відряджений в штаб 2-го повітряного флоту і 1 жовтня очолив цей штаб. З 1 вересня 1944 року — командир 1-го польового єгерського корпусу (моторизованого). 20 березня 1945 року переданий в розпорядження командування 6-ї повітряної області і більше не отримав призначень. 8 травня 1945 року взятий в полон американськими військами. В 1947 році звільнений. Загинув в автокатастрофі.

## Звання
- Фанен-юнкер (17 березня 1905)
- Унтерофіцер (3 серпня 1905)
- Фенріх (19 грудня 1905)
- Лейтенант (18 серпня 1906)
- Оберлейтенант (17 лютого 1914)
- Ротмістр (18 червня 1918)
- Гауптман (1 січня 1927)
- Майор (1 лютого 1928)
- Оберстлейтенант (1 жовтня 1932)
- Оберст (1 вересня 1934)
- Генерал-майор (1 грудня 1939)
- Генерал-лейтенант (1 січня 1942)
- Генерал авіації (1 вересня 1944)

## Нагороди
- Залізний хрест
  - 2-го класу (22 вересня 1914)
  - 1-го класу (8 листопада 1918)
- Почесний хрест ветерана війни з мечами (20 грудня 1934)
- Медаль «За вислугу років у Вермахті» 4-го, 3-го, 2-го і 1-го класу (25 років; 2 жовтня 1936) — отримав 4 нагороди одночасно.
- Медаль «У пам'ять 1 жовтня 1938 року» (15 вересня 1939)
- Застібка до Залізного хреста
  - 2-го класу (7 травня 1940)
  - 1-го класу (22 червня 1940)
- Німецький хрест в золоті